# 週刊ガイナーレ
『週刊ガイナーレ』（しゅうかんガイナーレ）は、日本海テレビが制作し、毎週土曜「スパイス!!」内で放送しているガイナーレ鳥取の応援番組。日本海テレビのほか、スカパー!のJリーグクラブ応援番組セレクションでも放送される。

## 概要
それまでガイナーレ鳥取の応援番組を持たなかった日本海テレビ（ローカルニュースや自社制作番組の1コーナーで取り上げることはあった）が、ガイナーレ鳥取のJリーグ参入に合わせる形で2011年1月22日に放送を開始した。放送開始初年の2011年には「J2元年! 週刊ガイナーレ」と、2年目の2012年には「J2弐年! 週刊ガイナーレ」を銘打っており、以後タイトルの年数を進めていたが、J3に降格した2014年以降は「J2○年」のタイトルを外して放送している。
選手または監督をピックアップしインタビューする形式が大半で、シーズン中には直近の試合回顧(基本的にはローカルニュースと同様の内容)・直近の試合でのイベント情報などを、オフシーズンにはキャンプ情報なども紹介する。番組内でスカパー!加入案内をすることもある。
2012年正月には時間枠を拡大し、特別番組という形で放送された。
2014年3月9日放送分から放送時間帯を毎週日曜23:26 - 23:30に変更。
2015年3月14日放送分から毎週土曜9:25 - 10:25に日本海テレビで放送している「スパイス!!」内に移動した。
2017年3月25日放送分をもって放送を終了した。

## 出演者
いずれも日本海テレビアナウンサー。
- 下山英哉（番組開始 - ）
- 桑原秀和（同上）
- 福谷貞夫（2012年 - ）

いずれもこの番組に限り、ガイナーレ鳥取のユニフォームとチームカラーと同じライトグリーンの縁の眼鏡を着用して出演する。多くの場合、上記のうちのいずれか2人が一組でMCを務める。下山・桑原の両アナウンサーが出演することが多い。

## 放送時間
- 土曜 22:54 - 23:00（2011年1月22日 - 2014年3月1日）
- 日曜 23:26 - 23:30（2014年3月9日 - 2015年3月8日）
- 土曜 スパイス!!内（2015年3月14日 - 2017年3月25日）